# Episodi di Broad City (prima stagione)
La prima stagione della serie televisiva Broad City è stata trasmessa in prima visione negli Stati Uniti su Comedy Central dal 22 gennaio al 26 marzo 2014.
In Italia la serie viene trasmessa su Comedy Central dal 4 marzo 2024.
| n° | Titolo originale       | Titolo italiano            | Prima TV USA     | Prima TV Italia |
| -- | ---------------------- | -------------------------- | ---------------- | --------------- |
| 1  | What a Wonderful World | What a Wonderful World     | 22 gennaio 2014  | 4 marzo 2024    |
| 2  | Pu$$y Weed             | La tasca                   | 29 gennaio 2014  | 4 marzo 2024    |
| 3  | Working Girls          | Il pacco                   | 5 febbraio 2014  | 11 marzo 2024   |
| 4  | The Lockout            | Chiuse fuori               | 12 febbraio 2014 | 11 marzo 2024   |
| 5  | Fattest Asses          | I culi più grossi          | 19 febbraio 2014 | 18 marzo 2024   |
| 6  | Stolen Phone           | Il cellulare rubato        | 26 febbraio 2014 | 18 marzo 2024   |
| 7  | Hurricane Wanda        | L'uragano Wanda            | 5 marzo 2014     | 25 marzo 2024   |
| 8  | Destination: Wedding   | Destinazione: matrimonio   | 12 marzo 2014    | 25 marzo 2024   |
| 9  | Apartment Hunters      | Nuovo appartamento cercasi | 19 marzo 2014    | 1º aprile 2024  |
| 10 | The Last Supper        | L'ultima cena              | 26 marzo 2014    | 1º aprile 2024  |